# Ninurta-tukulti-Aszur
Ninurta-tukulti-Aszur (akad. Ninurta-tukulti-Aššur, tłum. „Ninurta jest tym, któremu Aszur ufa”) – król Asyrii, syn i następca Aszur-dana I; panował bardzo krótko, najprawdopodobniej krócej niż rok (1133/1132 r. p.n.e.)
Zgodnie z informacjami zawartymi w Asyryjskiej listy królów został on odsunięty od władzy przez swego brata Mutakkil-Nusku i skazany na wygnanie do Babilonii.